# Данилов, Степан Степанович
Степа́н Степа́нович Дани́лов (11 ноября 1876, Симбирская губерния — 1939, ГУЛАГ) — революционер, большевик, журналист, глава Костромы, член Реввоенсовета, член ВЦИКа первого созыва, делегат Всероссийского учредительного собрания, сподвижник Ленина.

## Биография

### Ранние годы. Студент-народоволец
Степан Данилов родился 11 ноября 1876 года (или в 1877 году) в селе Панушково (или Пандиково) Курмышского уезда (Симбирская губерния) — ныне Красночетайского района Чувашии — в семье сельского священника, происходившего из чувашских крестьян.
Первоначально Степан получил духовное образование: окончив сельскую школу, он поступил в Алатырское духовное училище, выпустившись из которого он стал семинаристом Симбирской духовной семинарии.
Закончив в 1897 году обучение в семинарии, Данилов поступил на медицинский факультет Томского университета, где вступил в тайный студенческий кружок народовольцев, который вёл революционную работу среди железнодорожников и рабочих типографии.
В 1899 году за участие в студенческой забастовке он был исключён из университета (без права поступления в другие высшие учебные заведения) и выслан на родину, под надзор полиции.
В конце 1899 года Данилов уехал в Санкт-Петербург, где начал работать в экспедиции газеты «Сын Отечества» и в конторе журнала «Торговля». В конце 1901 года, совместно с революционером П. П. Баскаковым, он организовал снабжение подпольных типографий шрифтами и краской.

### Большевик
В 1904 году, будучи земским статистом в Ярославле и одновременно занимаясь в Демидовском юридическом лицее, Степан Данилов вступил в партию большевиков, где стал пропагандистом. Он работал в организациях по борьбе с голодом, тифом и цингой в Сызрани, на лечебно-продовольственном пункте, помогал при сборе статистике отхожих промыслов в земском статистическом бюро (до осени 1905 года).
Летом 1905 года Данилов участвовал в нелегальном Всероссийском съезде представителей студенческих организаций в Финляндии, за что подвергался преследованиям царского правительства. В 1907 году он работал в столичном большевистском издательстве «Зерно» (основано Михаилом Кедровым в 1906 году), в 1908—1910 годах — вёл революционную работу.
В 1911 году Степан Степанович служил в редакции газеты «Звезда», а затем был заведующим редакцией в ежедневной газете «Правда» (с апреля 1912 года) и главным распорядителем в легальном большевистском журнале «Вопросы страхования». С 1914 года он стал секретарём больничной кассы Путиловского завода, после чего работал в Твери: в земстве, в продовольственной управе, в Союзе кооператоров. В этот период он также вёл подпольную работу в Казани и Симбирске.
В период Первой мировой войны, в декабре 1916 года, Данилов был призван в Русскую императорскую армию.

### После 1917 года
Февральскую революцию Степан Данилов встретил в Костроме, где был избран председателем местного Совета рабочих и солдатских депутатов, членом Костромского губкома партии большевиков и председателем исполкома Костромского Совета. Стал депутатом Первого Всероссийского съезда Советов, был избран в первый состав ВЦИКа.
В конце 1917 года Данилов был избран делегатом Учредительного собрания по Костромскому округу (список № 4 — большевики). Он присутствовал на заседании Собрания 5 января 1918 года.
Данилов был непосредственным участником большевистского переворота в Петрограде — Октябрьской революции. В начале 1918 года он уехал на лечение в Геленджик, при этом работал в Новороссийской партийной газете.
Осенью 1918 года в качестве комиссара штаба Высшей военной инспекции Данилов прибыл в Чувашию, где помогал местным властям в проведении мобилизации в Красную Армию. Тогда же он принял участие в подавлении антисоветского мятежа в Курмыше (2—6 сентября 1918 года). По возвращении в Москву Степан Данилов занимал должность председателя политотдела Высшей военной инспекции.
С 15 мая 1920 года Данилов служил военным комиссаром Всероссийского Главного штаба, а затем Штаба РККА. Он был членом Реввоенсовета РСФСР и СССР в 1921—1924 годах. Был делегатом X съезда РКП(б) в Москве (29 марта — 5 апреля 1920 года) и II-го Всесоюзного Съезда Советов (с 26 января по 2 февраля 1924 года).
В архивах сохранились документы с пометками Владимира Ленина «на отзыв Данилову». Ленин советовался со Степаном Степановичем не только по военным, но и по административным вопросам, по поводу деятельности партийных организаций и советского аппарата на местах, в губерниях, городах и уездах. С ноября 1917 года до смерти Ленина Данилов работал в высших военных органах, постоянно находясь возле лидера большевиков.
Данилов был участником похоронной комиссии В. И. Ленина (1924), а также участником Московской конференции по разоружению (1922). В 1924 году Степан Данилов был демобилизован из Красной Армии, оставаясь в качестве состоящего для особо важных поручений при Реввоенсовете. С 1925 года он работал статистиком в Сельхозсоюзе. В 1927—1930 годах он числился в издательском отделе Института Маркса и Энгельса при ЦК ВКП(б). Написал воспоминания о Ленине.

### После 1930. Репрессии

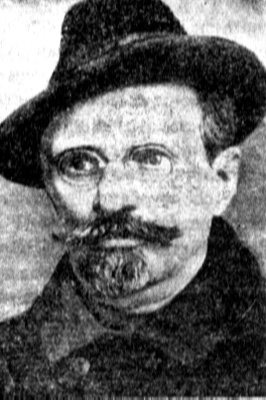
С. С. Данилов в гражданском

В июле 1930 года Данилов был исключён из ВКП(б) как троцкист, «за взгляды, несовместимые с пребыванием в ВКП(б)». В декабре 1934 года он, будучи экономистом-транспортником в Москве, был арестован. 9 сентября 1937 года был приговорён к расстрелу (или к лишению свободы на 5 или 10 лет), содержался в Суздальской тюрьме. Умер в лагере.
В 1956 году Степан Данилов был реабилитирован посмертно. 7 августа 1981 года Комиссия партийного контроля при ЦК КПСС восстановила его в рядах коммунистической партии.

## Интересные факты
- Степан Данилов написал письмо в ЦК РКП(б)-ВКП(б), в котором обвинял С. С. Бакинского — первого Народного секретаря по межнациональным делам УССР — в сотрудничестве с царским охранным отделением[1].

## Псевдонимы
Д. Янов, Л. Васильев, П. Курмский, Волгарь, С. Демьянов, П. Демьянов, Леонтий Чевский, Чеслав Гурский, П. Курм—ский, Ив. Кожебаткин, В. Курмский, Л. Ч., Ч. Г., Л. Чев—ский, Леонтий Че—вский, Леонтий Чев—ский, Ч. Ярский.

## Произведения[1]
- Автобиография (1931).
- Статьи о хозяйственном укладе чувашей в Курмышском уезде Симбирской губернии (1900), о профсоюзном движении и страховании рабочих (1912—1916), о советском и хозяйственном строительстве, о международном положении РСФСР (1921—1933).
- «Встречи с В. П. Ногиным» (1924) [записка].
- «„Звезда“ и „Правда“ в рабочем движении» (1930) [записка].
- «Черное воинство. Отделение церкви от государства» (1925) [брошюра].
- «Заметки о путешествии от Сухуми до Теберды по Военно-Сухумской дороге» (1927).
- «Религия и нравственность», «Тезисы о происхождении и сущности Пасхи», «Церковь и государство» (1925).
- «На острые темы», «Против грязной клеветы, против подлогов» [рукописи статей].
- «Экономическое обоснование дорожного строительства» (1933) [рукопись статьи].

## Семья
Жена: Е. В. Данилова
Дочь: Н. С. Данилова
Сын Анатолий Степанович Данилов(летчик, награждён Орденом Красной Звезды)
Внук Станислав Анатольевич Данилов(умер2008 г., проживал в Костроме)
Правнуки Сергей Станиславович Данилов,1973 г.р., Юлия Станиславовна Мохова(Данилова), 1968 г.р. живут в Костроме.